# Кайрано
Кайрано (італ. Cairano) — муніципалітет в Італії, у регіоні Кампанія,  провінція Авелліно.
Кайрано розташоване на відстані близько 270 км на південний схід від Рима, 95 км на схід від Неаполя, 50 км на схід від Авелліно.
Населення — 332 особи (2014).
Щорічний фестиваль відбувається 10 листопада. Покровитель — San Leone Magno.

## Демографія
Населення за роками:

Станом на 1 січня 2023 року в муніципалітеті офіційно проживало 15 іноземців з 4 країн, серед них 1 громадянин країн Євросоюзу та 2 громадяни України.

## Сусідні муніципалітети
- Андретта
- Калітрі
- Конца-делла-Кампанія
- Пескопагано